# Запорожские казаки

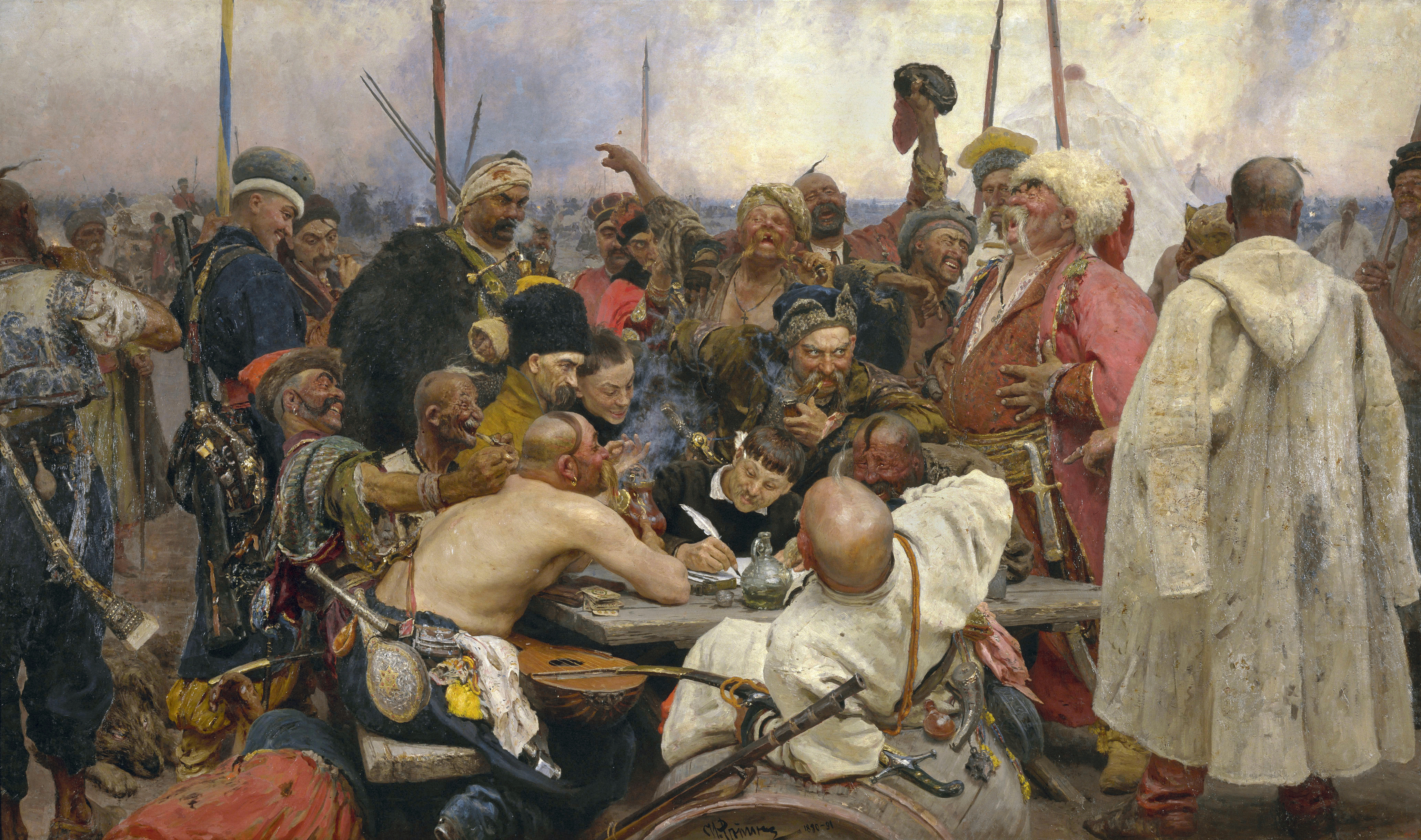
Запорожцы пишут письмо турецкому султану. Илья Репин, 1891 год

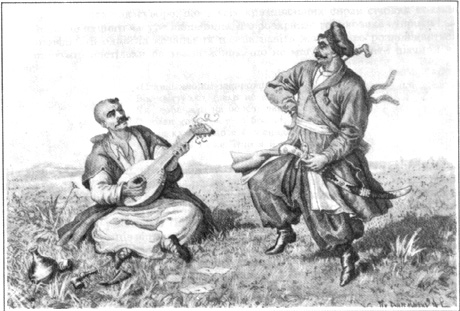
Запорожские казаки, иллюстрация из книги А. И. Ригельмана «Летописное повествование о Малой России и её народе и казаках вообще, отколь и из какого народа оные происхождение своё имеют, и по каким случаям они ныне при своих местах обитают, как то: Черкасские или Малороссийские и Запорожские, а от них уже Донские и от сих Яицкие, что ныне Уральские, Гребенские, Сибирские, Волгские, Терские, Некрасовские и пр. казаки, как равно и Слободские полки»

Запоро́жские казаки́, запоро́жцы (укр. Запорозькі козаки, запорожці) — часть казачества Поднепровья на территории современной Украины, на 1555 год имевших ряд разрозненных военных укреплений («городки» или «сечи» (засеки)) и поселений (хутора, зимовники) за днепровскими порогами (Запорожье), вне зоны юрисдикции каких бы то ни было государств (Дикое поле).
Впоследствии объединились в отдельную военную и государственную организацию Войско Запорожское Низовое, получившую своё наименование по названию региона проживания, места расположения главного военного укрепления, именуемого «Сечь», то есть Крепость и место пребывания Казачьей Общины, Войска и Хозяйства (Коша) и их руководства. Позднее, в связи с образованием в конце XVI века реестрового казачьего войска, поселением части запорожского казачества на территории Киевского, Черниговского и Брацлавского воеводств, а также в связи с образованием после 1625 года в соответствии с Куруковским договором полкового устройства реестрового казацкого войска, запорожскими стали называть и реестровых казаков, не проживавших на территории Запорожья.
В дальнейшем, после восстания Богдана Хмельницкого в 1648 году под контроль Войска Запорожского и власть запорожского гетмана перешли территории Речи Посполитой, располагавшиеся на землях современной Северной и Центральной Украины, юго-восточной Белоруссии и юго-западной России (Стародубье). На них образовались новые казацкие полки, комплектовавшиеся из местного населения по территориально-милиционному принципу. Они дополнили полковое устройство казачьего войска, сформировав таким образом централизованную военную и административно-территориальную структуру Войска Запорожского, получившую в историографии также наименование Гетманщина. Запорожскими стали именовать всех казаков, проживавших на территории Гетманщины.

## История

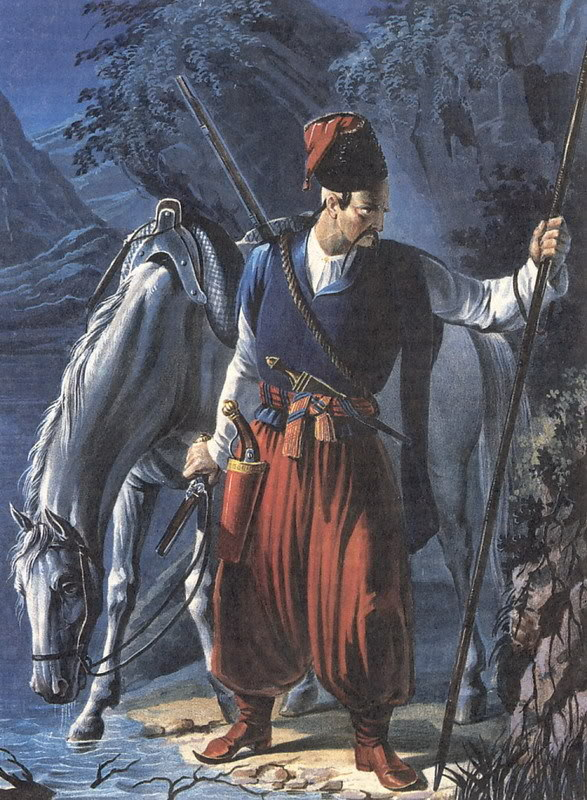
Запорожец в XVIII столетии (ранее 1841)

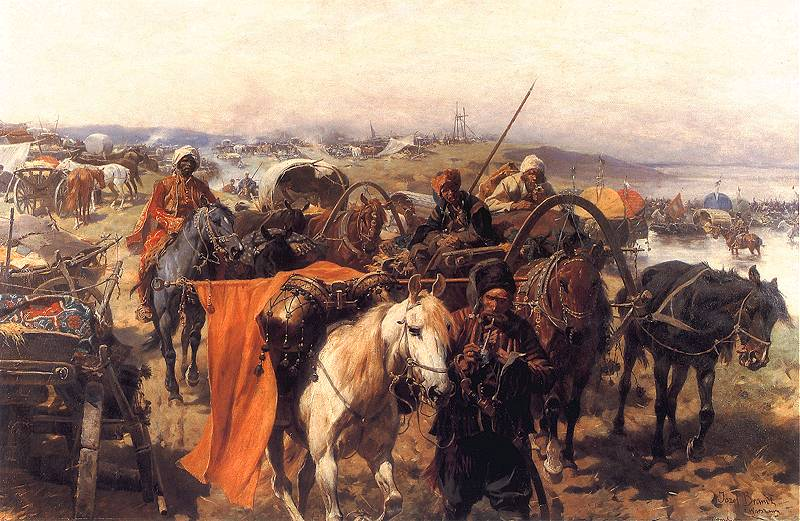
Юзеф Брандт. «Обоз запорожцев». Около 1880 г.

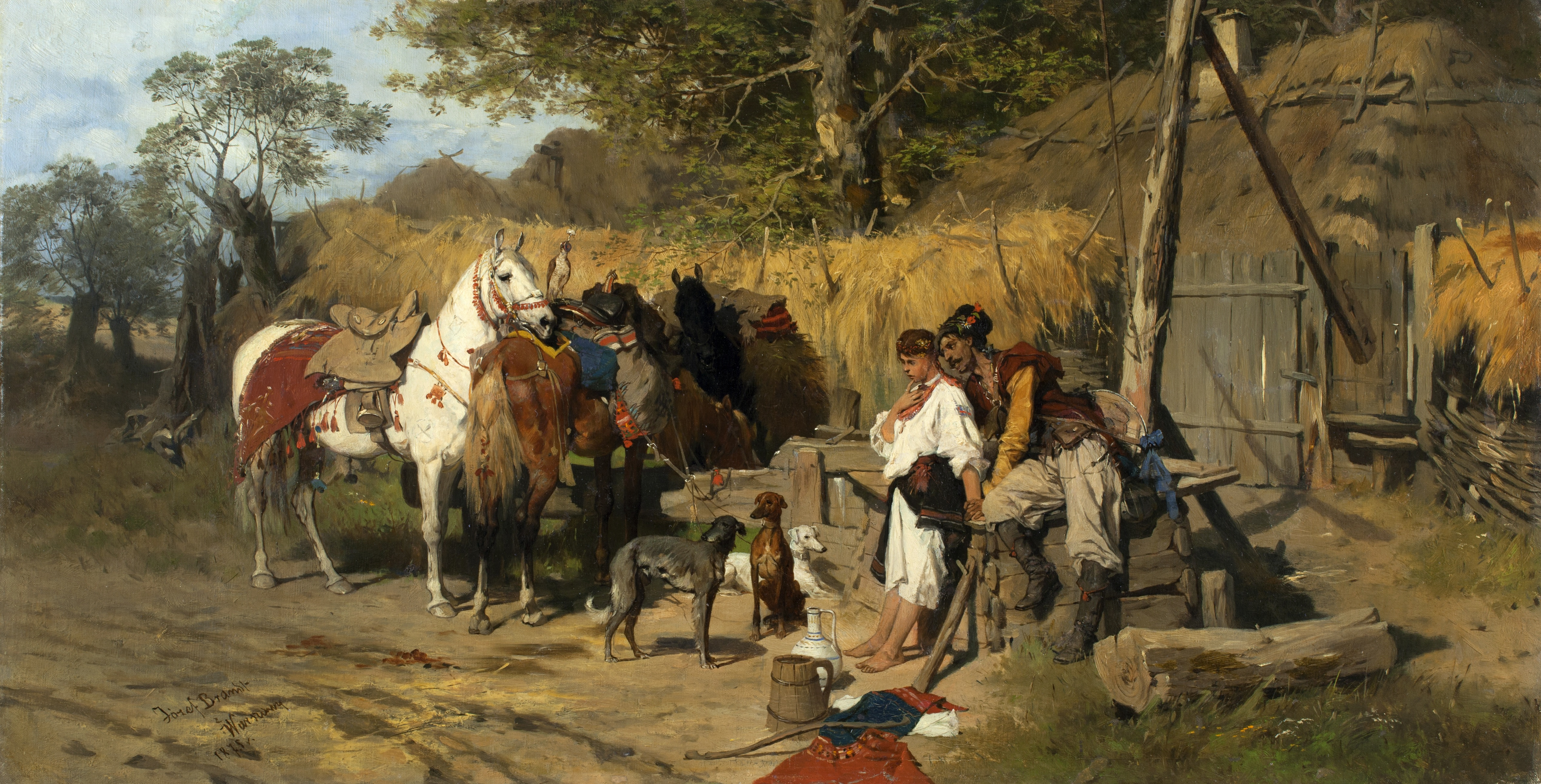
Юзеф Брандт. «Казак и дивчина». 1875 г.

### Первые упоминания и происхождение
Источники говорят о существовании казаков в Крыму ещё в конце XIII столетия.
Слово «казак» известно с XIII−XIV веков, оно впервые упоминается в значении «стража» в латинско-персидско-куманском (старокыпчакском) словаре 1303 года, «Codex Cumanicus», само появление которого связывается с генуэзской колонией Кафой (современная Феодосия), где в 1280-x годах существовала миссионерская школа монахов-францисканцев.
В 1308 году в Сугдее (современный Судак) упоминаются казаки, но уже в значении разбойников.
В 1397 году золотоордынский хан Тохтамыш передал ордынские земли (Киевщину, Подолию, Черниговщину и часть Дикого поля) литовскому князю Витовту в обмен на защиту от Тамерлана, остальные земли[уточнить] долгое время считались ничьими, предназначенными лишь для кочевья.
Степная местность ниже днепровских порогов издавна зовётся Запорожьем (по расположению за порогами реки Днепр). Именно здесь, на границе леса и дикой степи, на стыке славянского оседлого постоянства и разгульной жизни кочевников, зародилось и окрепло казачество, которое по району своего проживания в низовьях Днепра стали называть низовыми казаками или запорожцами, то есть живущими «за порогами» (Днепра).
Со времён распада Золотой Орды, в конце XV−начале XVI веков на днепровских островах и за днепровскими порогами в местности, называемой Великим Лугом, вне зоны административной юрисдикции каких бы то ни было государств начал селиться беглый люд со всей Руси (как из Великого княжества Литовского и Русского, так и из Русского государства) — так называемые «зимовики», которые жили, в основном, охотой и рыболовством.
Прямых указаний на запорожских казаков в источниках XIII−XV веков нет, однако, зная склонность казаков вести военный образ жизни и обычай наниматься на службу к тем или иным правителям соседних государств, приходится судить о запорожском казачестве по упоминаниям в источниках, как раз, таких государств и тому подобных образований, расположенных по соседству с Запорожьем.
Так, крымские источники второй половины XV века упоминают наряду с татарами и наёмных казаков-стражу, и казаков-разбойников — к примеру, с середины XV века некие казаки несли конвойную о сторожевую службу в Кафе и других генуэзских колониях, a в 1474 году казаки татарского царевича Касима, вассала московского царя, ограбили в степях купеческий караван всё тех же кафинцев. При этом, как жаловались кафинские купцы, им постоянно наносили убытки «степные добытчики» — их соседи (фактически, запорожские казаки).
A в 1502−1504 годах крымский хан обвиняет киевских и черкасских казаков в нападениях на днепровских перевозах на его купцов и послов.
Польский историк Марцин Бельский даёт ценные сведения о повседневной жизни, быте и занятиях запорожских казаков, их военных кампаниях против турок и татар:

Эти посполитые люди обыкновенно занимаются на Низу Днепра ловлею рыбы, которую там же, без соли, сушат на солнце и тем питаются в течение лета, а на зиму расходятся в ближайшие города, как-то: Киев, Черкассы и другие, спрятавши предварительно на каком-нибудь днепровском острове, в укромном месте, свои лодки и оставивши там несколько сот человек на курене, или, как они говорят, на стрельбе. Они имеют и свои пушки, частью захваченные ими в турецких замках, частью отнятые у татар. Прежде не было так много казаков, но теперь их набралось до нескольких тысяч человек; особенно много их увеличилось в последнее время. Они причиняют очень часто большую беду татарам и туркам и уже несколько раз разрушали Очаков, Тягинку, Белгород и другие замки, а в полях немало брали добычи, так что теперь и турки и татары опасаются далеко выгонять овец и рогатый скот на пастбище, как они прежде пасли, также не пасут они скота нигде и по той (левой) стороне Днепра на расстоянии десяти миль от берега. Казаки нас наибольше ссорят с турками; сами татары говорят, что если бы не казаки, то мы могли бы хорошо с ними жить; но только татарам верить не следует: хорошо было бы, чтобы казаки были, но нужно, чтобы они находились под начальством и получали жалованье; пусть бы они жили на мысах и на днепровских островах, которых там так много и из которых некоторые столь неприступны, что если бы там засело несколько сот человек, то самое большое войско ничего бы с ними не сделало.
Впоследствии, жалобы хана на казацкие нападения становятся регулярными. По мнению Литвина, учитывая как привычно это обозначение употребляется в документах того времени, можно считать, что казаки-славяне были известны не одно десятилетие, по крайней мере, с середины XV века, возможно также, что у своих соседей из тюркоязычной (преимущественно татарской) среды запорожские казаки заимствовали не только название, но и немало других слов, примет внешности, организации и тактики, ментальности.

«Если вам от поляков будет утеснение, то гетман и черкасы шли бы в сторону царского величества, а у царского величества в Русском государстве земли великие, пространные и изобильные, поселиться им есть где: угодно им поселиться по рекам Донцу, Медведице и другим угожим и пространным местам».— Переговоры о присоединении Малороссии к России, 22 марта 1652 года.
Запорожских казаков (и украинских вообще) иногда также называли в российском государстве «черкасами». Правда, с этим названием разные историки ассоциировали различные значения. Так, В. Н. Татищев связывал его с «черкесами горскими», а Н. М. Карамзин — с самоназванием берендеев и торков.

У нашего великого государя, против его государских недругов, рать собирается многая и несчётная, а строения бывает разного: …

Казаки донские, терские, яицкие бьются огненным боем; а запорожские черкасы — и огненным, и лучным.— Описание Русского войска, данное Козимо Медичи, во Флоренции, стольником И. И. Чемодановым (посол в Венеции), в 1656 году.
Вплоть до последней четверти XVI века, казачество — это способ жизни, а не социальный статус. В казачество ходили преимущественно мещане и бояре юго-западных русских земель — киевских, подольских, волынских.

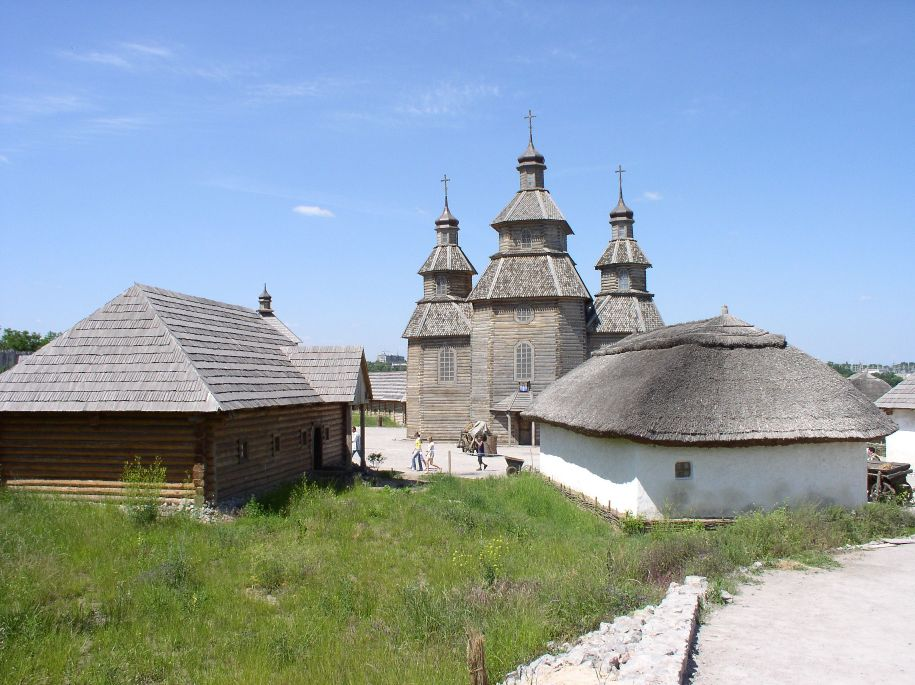
Историко-культурный комплекс «Запорожская Сечь», национального заповедника «Хортица» (реконструкция)

### Попытки организации запорожского казачества

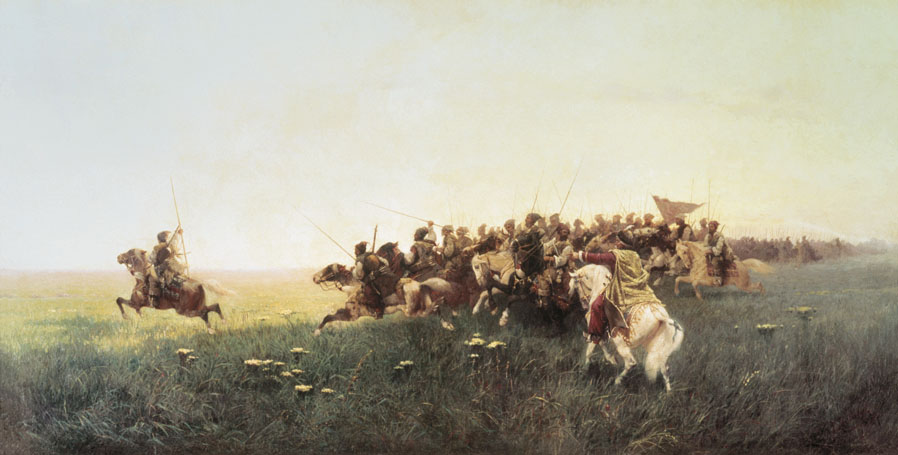
Франц Рубо. «Атака запорожцев в степи». 1881 г.

Уже к началу XVI века запорожские казаки сложились в значительную военную силу, доставлявшую определённое беспокойство соседям. Однако, и соседи вели себя «беспокойно». Постоянной была угроза вторжений как в московские, так и в литовские пределы со стороны крымцев.
В 1524 году, при правлении великого князя литовского и короля польского Сигизмунда I, был выдвинут проект создания организованного казачьего войска, привлечённого на государственную службу Великому княжеству Литовскому и Русскому. Но из-за недостатка финансовых средств проект тогда не был реализован.
В 1533 году староста черкасский и каневский, Евстафий Дашкович, предлагал устроить в низовьях Днепра за порогами постоянную стражу тысячи в две человек, но этот план также не был выполнен.

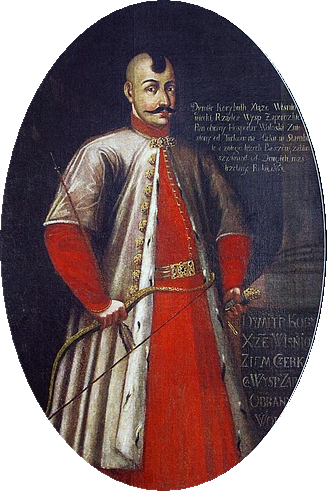
Дмитрий «Байда» Вишневецкий — основатель Хортицкой сечи

### Запорожская Сечь

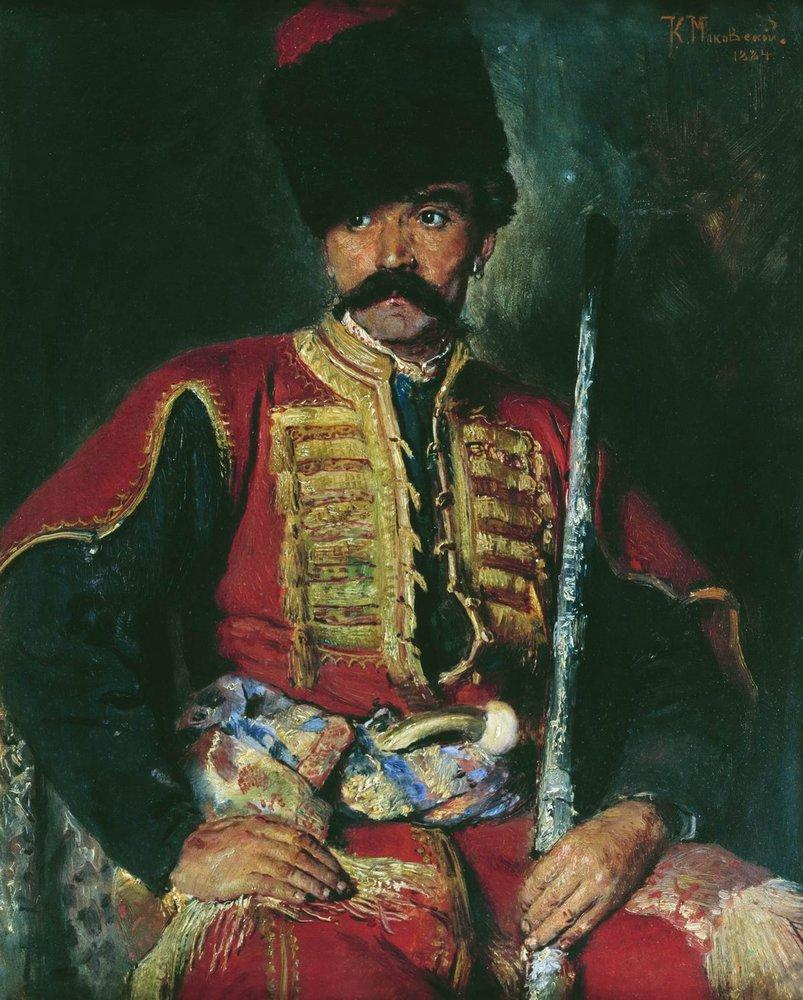
К. Е. Маковский. Запорожский казак (1884). Сумской художественный музей

Примерно к этому же периоду относится первое письменное упоминание о создании в низовьях Днепра укреплённого козацкого лагеря (Сечи), оставленное польским хронистом Мартином Бельским. По его рассказу, казаки по Днепровским порогам летом занимались промыслами (рыболовством, охотой, пчеловодством), а зимой расходились по ближайшим городам (Киев, Черкассы и др.), оставляя в безопасном месте на острове в Коше несколько вооружённых огнестрельным оружием и пушками казаков. Рассказ Бельского о запорожцах позволяет сделать вывод, что объединение отдельных сечей в Запорожскую Сечь произошло, вероятно, где-то в 1530-х гг. К этому времени относит возникновение первой сечи и исследователь В. А. Голобуцкий.
М. Бельский представляет сведения и о размещении казацкого Коша на о. Томаковка (вблизи совр. г. Марганца Днепропетровской области), затопленного ныне водами Каховского водохранилища. Остров Томаковка (названный позже Буцким, а также Днепровским и Городище), который господствовал над окружающей местностью и был превосходным естественным укреплением, некоторые исследователи считают местом, где была основана Запорожская Сечь, ставшая центром всего казачества за порогами. Некоторые исследователи датируют время существования (Томаковской Сечи) 1563—1593 годы.
Существует ещё одна точка зрения о том, что первая (достоверно известная) Запорожская Сечь была устроена ещё раньше, в 1552 году, волынским князем Дмитрием Байдой (Вишневецким) на собственные средства на небольшом днепровском острове Малая Хортица в черте современного города Запорожье (Хортицкая Сечь). Хортицкая Сечь представляла собой небольшую деревянную крепость и находилась недалеко от пастбищ Крымского ханства (р. Конские Воды /совр. Конка, Запорожской области/). Великое княжество Литовское не оказало никакой помощи Вишневецкому в строительстве крепости. Напротив, поведение Русского царства было другим — оно приняло Д. И. Вишневецкого на службу, платило ему жалование и передало ему в вотчину г. Белёв. Князь «за всё это клялся животворящим крестом служить царю всю жизнь и платить добром его государству». Хортицкая Сечь просуществовала до 1557 г.
Впоследствии целый ряд сечей в низовьях Днепра просуществовал до 1775 года.

### Реестровое казачество
Помнили об идеях привлечения казаков на государственную службу в интересах отражения нападений с юга и в новообразованном после Люблинской унии 1569 года польско-литовском государстве, Речи Посполитой.
2 июня 1572 г. король Сигизмунд II Август подписал соответствующий универсал, в соответствии с которым, коронный гетман Ю. Язловецкий нанял для службы первых 300 казаков. Они давали присягу на верность королю и должны были, находясь в полной боевой готовности, отражать вторжения татар на территорию Речи Посполитой, участвовать в подавлении выступлений крестьян, восстававших против панов, и в походах на Москву и Крым. Эти казаки были занесены в специальный список (реестр), подтверждавший их права и привилегии, связанные с их государственной службой. Из-за чего их называли реестроевыми (реестровцами). Так возникло «Войско Его Королевской Милости Запорожское».
В сентябре 1578 года король Стефан Баторий издал указ под названием «Соглашение с низовцами». Количество реестровых казаков увеличивалось до 500 человек, а в 1583 — до 600. Реестровые казаки получили во владение городок Трахтемиров в Киевском воеводстве, где размещались войсковая скарбница (казна), архивы, арсенал, госпиталь, приют для бессемейных инвалидов. Король передал казакам клейноды (хоругвь, бунчук, булаву и войсковую печать).

### Участие в Смуте
- 1605−1615 — запорожцы приняли участие в деятельности самозванцев и в польской кампании по завоеванию Русского царства.
- 1618 — казацкое войско во главе с Петром Сагайдачным воевало в Московском государстве. Целью похода Сагайдачного была поддержка кампании королевича Владислава.

### Морские походы в Османскую империю и войны с турками
Первый известный поход украинских казаков на чайках состоялся 1492 на крепость Тягинь (бывший замок на берегу Днепра Тягин Великого княжества Литовского, Русского, Жемайтского и других земель, которым впоследствии завладели татары), где они захватили и потопили турецкий корабль.

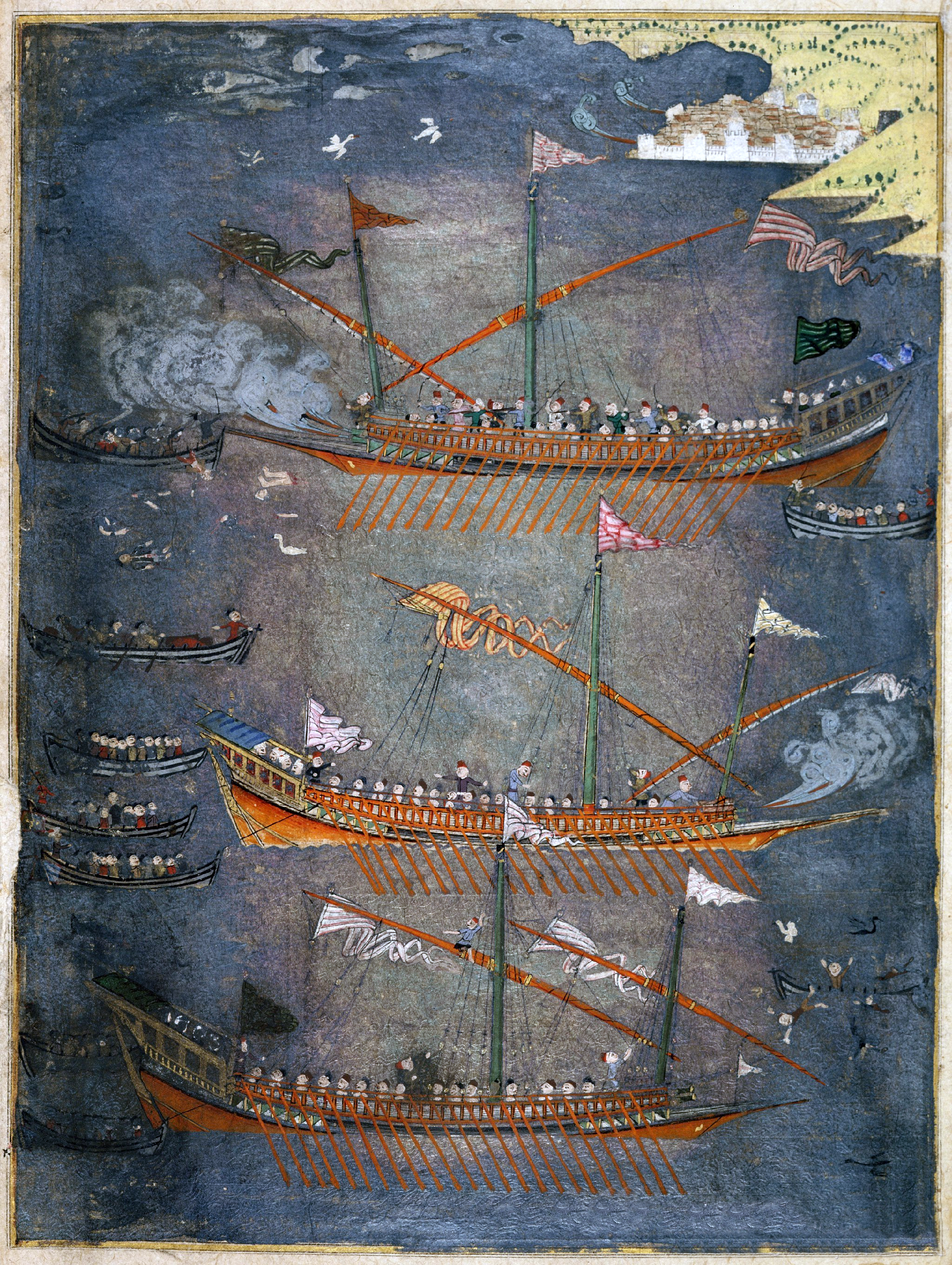
С 1470-х годов Чёрное море, почти полностью контролировалось Османской империей, поэтому запорожские казаки вынуждены были бороться за владение морем сами. «Стычка украинских чаек с турецкими галерами», 1636, Британская библиотека (работа турецкого автора)

- 1606 — казаки атаковали турецкие укрепления на Чёрном Море — Аккерман, Килию и Варну.
- 1608 — казаки разгромили татарскую крепость Перекоп (в Перекоп татары свозили ясырь).
- 1609 — казацкое войско прошлось войной по черноморскому побережью: казаки опустошили Аккерман, Измаил и Килию.
- 1613 — казаки атаковали причерноморские города Крыма. В устье Днепра казаки разбили турецкий флот и захватили шесть галер.
- 1614 — две тысячи казаков на сорока чайках доплыли до Малой Азии и взяли главный судостроительный центр Османской империи Синоп.
- 1615 — казаки на 80 чайках ограбили и спалили порты Мизевну и Архиоку близ Константинополя. Османский флот пытался догнать «чайки» и был потоплен казаками в русле Дуная.
- 1616 — две тысячи казаков во главе с Петром Сагайдачным в устье Днепра разгромили турецкую флотилию, захватив при этом десятки галер и около сотни лодок. После чего казаки напали на рынок рабов в Крыму — Кафу. В Кафе казаки ограбили местное турецкое и татарское население и освободили из неволи тысячи рабов.
- 1620 — казаки на 150 чайках атаковали Константинополь и Варну.
- 1621 — 40-тысячное казацкое войско во главе с Сагайдачным помогло польскому войску в битве под Хотином с османским войском.
- 1623 — шеститысячное казацкое войско ограбило окрестности Константинополя.
- 1625 — казацкое войско атаковало малоазийское побережье. В том же году казаки воевали в окрестностях Константинополя. Возвращаясь, казацкий флот под Очаковом разбил турецкую флотилию; казаки захватили более 20 галер.

### Восстание Жмайло
Обеспокоившись массовым уходом крестьян в казаки после польско-турецкой войны 1620—1621 годов, правительство Речи Посполитой в сентябре 1625 года послало на юг Киевского воеводства войско во главе с польным коронным гетманом Станиславом Конецпольским. 1 октября правительственное войско подошло к Каневу. Казацкий гарнизон покинул город и после боя с польским отрядом под Мошнами отступил в Черкассы.
Вместе с местными казаками каневские казаки отошли к устью реки Цибульник, где собрались и другие казацкие отряды. Скоро сюда прибыли с артиллерией запорожцы во главе с Марком Жмайло. Объединившись с реестровыми казаками, Жмайло возглавил повстанческое войско.
15 октября состоялся главный бой. Повстанцы нанесли неприятелю значительный урон, но под натиском превосходящих сил должны были отступить к Курукову озеру. Попытки разгромить тут казаков не увенчались успехом и Конецпольский был вынужден начать переговоры.
5 ноября 1625 года казаки переизбрали гетмана, вместо Жмайло им стал Михаил Дорошенко, а на следующий день подписали Куруковский договор и присягнули на верность польской короне.

### Куруковский договор
По Куруковскому договору казаки не имели впредь права совершать какие-либо походы (как морские так и сухопутные) без разрешения польского короля, как не имели права сами вести переговоры с соседними государствами. Казацкий реестр сокращался до 6 тысяч казаков, которые должны были исполнять обязанности пограничной стражи — из них одна тысяча должна была жить на Запорожье, а остальные пребывать на границах Киевского, Черниговского и Брацлавского воеводств в готовности исполнять указания властей. Казаки, вписанные в реестр, пользовались «казацкими вольностями»: личной свободой, правом быть судимыми своим войсковым судом, заниматься звериным и рыбным промыслами и торговлей. Казаки в реестре должны были получать денежное жалование. Казацкого гетмана назначал сейм Речи Посполитой. Те казаки, что проживают на королевских землях, остаются как были, те же, кто жил на землях духовенства или шляхты, мог остаться на них лишь с разрешения владельцев и лишь в качестве их подданных. Если же казак не соглашался подчиняться этому — то он должен был оставить эти земли в течение 12 недель.
Важным было также то, что все не вошедшие в реестр обязаны были вернуться в то общественное состояние, в котором они находились до прибытия в Запорожье.

### Восстание Федоровича
В 1630 году казацкое войско во главе с Тарасом Трясило встретилось в битве с войском коронного гетмана Конецпольским. После непродолжительных манёвров и потерь с обеих сторон, был заключён мир.

### Смоленская война
- Июнь 1633 — 5-тысячное войско запорожских казаков под водительством полковника Якова Острянина смогло взять и разорить город Валуйки, а после этого осадить город Белгород[23].

### Восстание Павлюка
- Сейм Речи Посполитой, под воздействием восстания 1637 года Сулимы и восстания Павлюка, своим решением обратил всех казаков Речи Посполитой в холопов. Казацкие поселения были включены в состав панских имений, а их владельцы были прикреплены к земле и обязаны к барщине и даням. Конституция Сейма 1638 года была столь же решительна и к реестровым казакам, хотя они не принимали участия в восстании. Отменив должность выборного атамана, Сейм отдал их под власть комиссара, назначаемого Сеймом и подчинённого власти коронного гетмана.
- Апрель—август — ответом на Конституцию 1638 года было сперва новое восстание казачества, под предводительством Остранина (Остраницы), потоми Гуни. Восстание было жестоко подавлено, а казаки обращены в холопов[24].

### Восстание Богдана Хмельницкого
После восстания Богдана Хмельницкого в 1648 году под власть запорожского гетмана перешли территории Речи Посполитой, располагавшиеся на землях современной Северной и Центральной Украины. На этих территориях были образованы новые казацкие полки, комплектовавшиеся из местного населения по территориально-милиционному принципу, которые влились и дополнили полковое устройство Запорожского казачьего войска. Таким образом сформировалась новая централизованная военная и административно-территориальная структура, получившая в историографии наименование Гетманщина, подчинённая гетману Войска Запорожского и официально именовавшаяся «Войско Запорожское».
Именно в таком качестве (и формулировке) и было принято решение Земского Собора 1 октября 1653 г. в Москве о принятии Войска Запорожского в российское подданство.
В результате, запорожскими стали также именовать всех казаков, проживавших на территории Гетманщины.
Несмотря на то, что низовое казачество занимало особую роль в процессе становления Гетманата, весной 1650 года Богдан Хмельницкий пресёк претензии сечевиков на какую-либо особую политическую роль в государстве.
Несмотря на огромную роль сечевых казаков в восстании, на Переяславскую Раду представители низового запорожского казачества приглашены не были. На Раде присягу на верность русскому царю принимала реестровая казацкая старшина, а сечевики присягнули русскому царю где-то к концу мая (а, возможно, и не присягали вовсе).
Запорожская Сечь, не входя ни в один из полков Войска Запорожского, обладала автономией в Гетманщине и напрямую подчинялась гетману. В отличие от полков Войска Запорожского, где полковников назначал гетман, Сечь сама выбирала своего кошевого атамана.
После перехода Гетманщины в российское подданство русский царь изменил свой титул на «Всея Великія и Малыя Россіи». С этого времени в правительственной переписке, хрониках и литературе, начало распространяться название Малая Россия (Малая Русь, Малороссия), которое также, в частности, наряду с названием «Украина» иногда употреблялось Богданом Хмельницким, Иваном Сирко и другими представителями запорожского казачества.

### Руина (1657—1687)

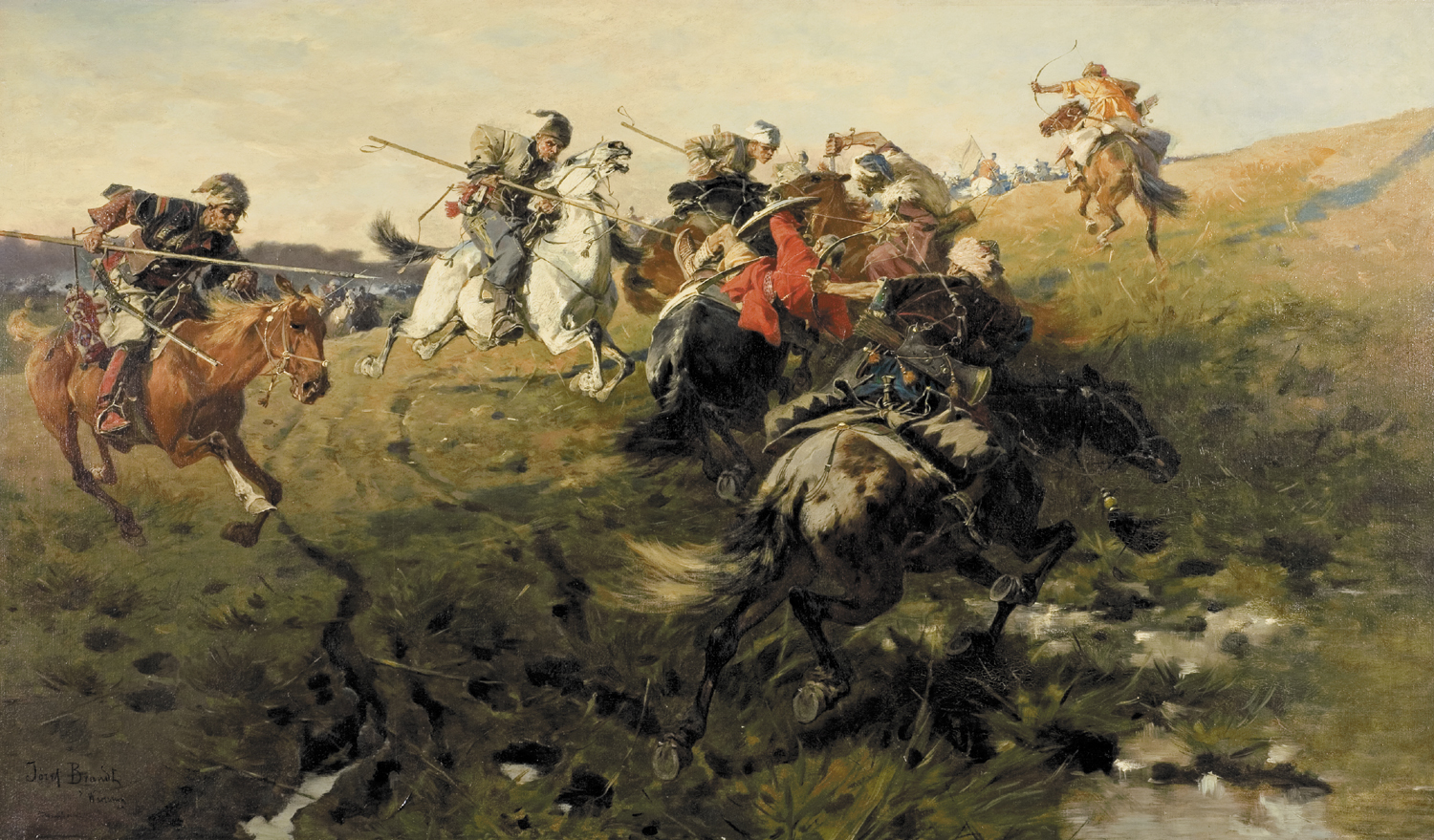
Юзеф Брандт. «Стычка запорожцев с татарами». 1890 г.

В ходе начавшейся в 1658 году гражданской войны, спровоцированной интригами соседних государств, Гетманщина в 1660 году разделилась на «про-польскую» Правобережную и «про-российскую» Левобережную; в каждой было установлено гетманское правление.
По Андрусовскому договору 1667 года между Речью Посполитой и Русским государством последнее признало Правобережье составной частью Польши, в то время как Левобережье и Северщина — оставляли Московскому царству, а Запорожье одновременно подпадало в двойное подданство московского царя и польского короля. Таким образом Украинское казацкое государство оказалось разделённым по Днепру.
Однако, такое положение сохранялось недолго. В 1669 году Правобережная Гетманщина также разделилась на Гетманщину, находившуюся под протекцией Речи Посполитой и Гетманщину, находившуюся под Османской протекцией, просуществовавшую до 1685 года. Таким образом, с учётом Левобережной, одновременно существовало три Гетманщины.
С 1685 вновь существовали две Гетманщины — Правобережная и Левобережная прежней геополитической ориентации.
В этих условиях Войско Запорожское Низовое (Запорожская Сечь) сохраняло фактическую автономию, восстановив политическое самоуправление и превратившись в обособленное государственное управление, которое лишь номинально признавало власть гетмана.
С 1663 года Левобережная Гетманщина, формально обладавшая в политико-административном отношении рядом особых прав в составе Русского царства, на практике была поставлена под контроль так называемому Малороссийскому приказу, а после во времена гетмана Скоропадского — управлялась Малороссийской коллегией (последнего царь Пётр І фактически полностью отстранил от власти, несмотря на верность, оказанную в Северной Войне). В 1658 году термин «Украйна Малороссійская» официально появился в царской «Грамоте Полтавскаго полка Полковнику, Старшинамъ, Войску и всѣмъ Малороссійскимъ жителямъ» от 23 сентября и затем укоренился в гетманской канцелярии и летописании. Термины «Малороссия» и «Малая Россия» употребляются в летописи Самуила Величко, хронографе по списку Л. Боболинского, «Скарбнице» Иоаникия Галятовского (1676). Так, постепенно появилось и ещё одно, нарицательное наименование Войска Запорожского — войско малороссийское, перенесённое впоследствии дореволюционными российскими историками на всё днепровское казачество во весь период его существования.
В 1704 году гетман Мазепа объединил Правобережную и Левобережную Украину и стал титуловаться «Войска Запорожского обеих сторон Днепра гетман» (или «Гетман и Кавалер Царского Пресветлого Величества войска Запорожского». Мазепе также удалось подчинить себе и Запорожскую Сечь. Таким образом, единство Войска Запорожского было ненадолго восстановлено.

### Запорожцы за пределами России и попытки их к возвращению в родные места (1709—1734)
Царь Пётр I вплоть до его смерти не разрешал восстанавливать Сечь, хотя такие попытки были. На территории, подконтрольной Османской империи, казаки попытались основать Каменскую Сечь (1709—1711 годы).
Однако в 1711 году московские войска и полки гетмана И. Скоропадского напали на Сечь и смогли взять её только благодаря измене запорожца Игната Галагана. В благодарность царь возвёл последнего во дворянство и щедро одарил поместьями. Сечь была полностью вырезана и разграблена, также российскими солдатами были уничтожены кладбища сечевиков.
После этого уцелевшими казаками была основана Алешковская Сечь на этот раз под протекторатом крымского хана. Она просуществовала с 1711 по 1734 годы.

### Противостояние с российской властью за самостоятельное существование (1734—1775)
Лишь в 1733 г., когда началась война России с Турцией, и крымский хан приказал запорожцам двинуться к русской границе, в Российской империи снова решили воспользоваться военным потенциалом запорожцев. Поэтому генерал Вейсбах, устраивавший Украинскую Линию крепостей, вручил им во владения урочище Красный Кут, в 4 верстах от старой Чертомлыцкой Сечи, грамоту императрицы Анны Иоанновны о «помиловании» и принятии в русское подданство. Здесь запорожцы основали Новую (Подпольненскую) Сечь и прожили здесь до 1775 г., пока она не была ликвидирована российскими войсками, вышедшими из крепости Святой Елисаветы.

### Задунайская Сечь (1775—1828)
После расформирования Сечи, казаки были предоставлены своей судьбе, бывшим старшинам было дано дворянство, а нижним чинам разрешено вступить в гусарские и драгунские полки. Благодаря выдаче казаком Грицком-Нечёсой 50 потёмкинских паспортов своим приятелям, для рыбной ловли в турецко-крымских владениях была основана Задунайская Сечь. Хотя это произошло без их участия, Пётр Калнышевский, Павел Головатый и Иван Глоба, якобы за «измену» в пользу Турции, были сосланы в разные монастыри Соловков и Сибири.. Калнышевский на Соловках прожил до 112-летнего возраста и даже после амнистии Александра I предпочёл остаться там.
Некоторое число казаков покинуло пределы Российской империи и осело на землях турецкого султана, который позволил основать в дельте Дуная Задунайскую Сечь (1775—1828 гг.). На новом месте казаки конфликтовали с некрасовцами, а также вынуждены были участвовать в подавлении восстаний против Османской империи единоверных им православных народов Балкан (греки, болгары, сербы и т. д.).

### На службе в Российской империи (с 1788)
Расформирование такой крупной воинской организации, как Запорожская Сечь принесло целый ряд проблем. Несмотря на уход части казаков за границу, около 12 тысяч запорожцев остались в подданстве Российской империи, многие не выдержали жёсткую дисциплину регулярных армейских частей. Однако, казакам лично симпатизировал Григорий Потёмкин, который, будучи «главным командиром», генерал-губернатором Новороссийского края, не мог не воспользоваться их военной силой. Поэтому было решено восстановить казачество и в 1787 г. казачьи старшины подали прошение на имя императрицы, в котором выразили желание по-прежнему служить. Александр Суворов, который по приказу императрицы Екатерины II организовывал армейские подразделения на юге Российской империи, занялся формированием нового войска из казаков бывшей Сечи и их потомков. Так появилось «Войско Верных Запорожцев» и 27 февраля 1788 г. в торжественной обстановке Суворов собственноручно вручил старшинам Сидору Белому, Антону Головатому и Захарию Чепиге флаги и другие клейноды, которые были конфискованы в 1775 году.
Войско Верных Запорожцев, переименованное в 1790 году в Черноморское казачье войско, участвовало в Русско-турецкой войне 1787—1792. По окончании войны, в знак благодарности от Екатерины II-й, им была выделена территория правобережной Кубани, которую они заселили в 1792—1793 годы. Войско принимало активное участие в Кавказской войне и других войнах империи.
В 1828-м году, задунайские казаки во главе с кошевым Йосипом Гладким перешли на сторону России и были помилованы лично Императором Николаем I. Из них было сформировано Азовское казачье войско (1828—1860). Оно, как и исторические морские походы Запорожцев, играло роль преимущественно береговой охраны Кавказского побережья, и особенно отличилось в Крымской войне. В 1860-м году войско расформировали и казаков переселили на Кубань. Последний кошевой Задунайской Сечи, наказной атаман Азовского казачьего войска, генерал-майор Осип Гладкий похоронен на исторической родине казаков в Александровске (ныне г. Запорожье).
В этом же, 1860 году Черноморское войско объединили с двумя левыми полками (Хопёрский и Кубанский) Кавказского линейного войска в Кубанское казачье войско, которое сохранилось до начала XX века.

## Одежда запорожских казаков

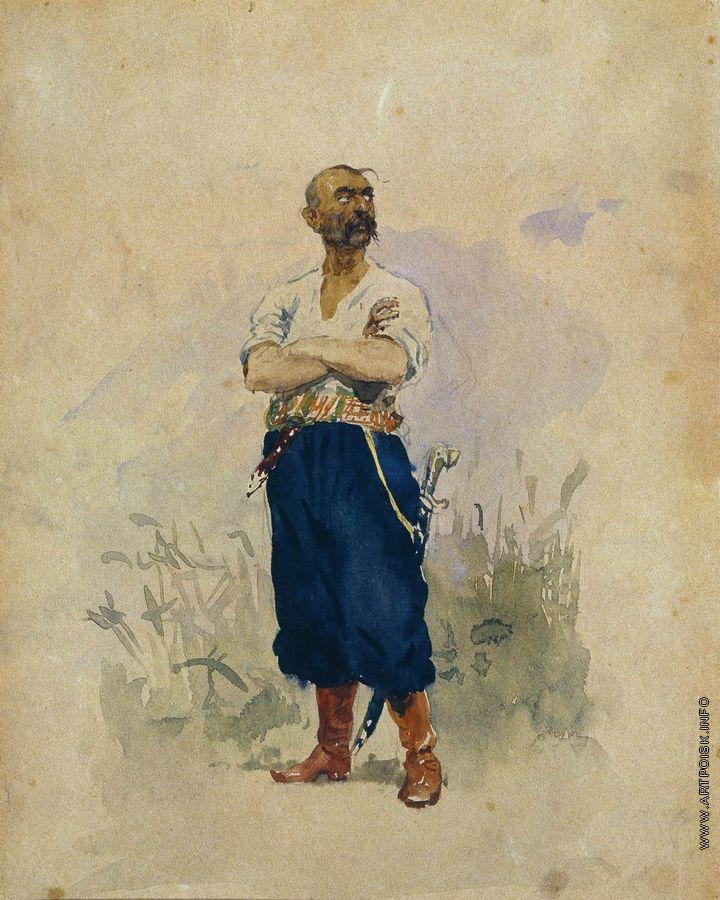
И. Е. Репин, Казак (черкас) Запорожской Сечи, 1884 год

Основной одеждой запорожских казаков были рубашки (укр. сорочки), шаровары, шапки и жупаны.
Походной одеждой казаков были две пары шаровар, сорочка, кафтан из грубого сукна, шапка и свита с кобеняком.
В мирное время запорожцы одевались довольно богато: рубашка с шёлковыми застёжками, шаровары, красные сапоги. Поверх рубашки надевали кафтан, который мог быть шёлковым, парчовым или суконным. Кафтан подпоясывали широким шёлковым поясом, вытканным золотыми или серебряными нитями. Поверх кафтана носили свиту с разрезанными рукавами, которые, как правило, запирались на крючок и закладывались сзади под плащ, которым пользовались во время дождя. На голове запорожцы носили брыль, остроконечную меховую шапку или кобур — суконную красную шапку с бобровой опушкой. На кафтан через правое плечо на перевязи вешался самопал, за поясом — два пистолета и нож. Саблю в мирное время носили редко, только на Раду. В это же время поверх кафтана надевали стальную сетку-кольчугу. Бороду и голову брили, оставляя прядь волос в виде косы, которую закручивали за левое ухо три-четыре раза. Тяжёлой обидой было взять запорожца за чуб — он был для него священным.
В XVIII веке казацкая одежда состояла из двух главных частей: жупана и черкески.
Жупан был достаточно облегающим и длиной до колен, чтобы не мешать быстро вскочить на коня. Его застёгивали на крючок или пуговицу у воротника и подпоясывали поясом. Традиционно жупаны шили из обычного сукна или кармазина, особого сукна малинового или тёмно-красного цвета.
Военная старши́на носила длиннополый кафтан с разрезанными рукавами без пояса, а простым казакам запрещалось носить кафтаны.
В 1763 году гетман Кирилл Разумовский подписал специальную инструкцию о казацкой одежде, согласно которой жупан должен быть суконным, тёмно-синим с красными отворотами и подпоясанный красным поясом. Под ним должен быть белый полужупан и белые штаны. Шапка с чёрной смушевой околицей и низким дном. Плащ должен был быть синим.

## Войско запорожских казаков
В обиходе имеют хождение следующие синонимы названия Запорожского казачьего войска: Войско Запорожское, Запорожская Сечь, Запорожский Кош.
Под словом «Сечь», запорожцы всегда подразумевали постоянную столицу и штаб-квартиру Войска, а под словом Кош — всю контролируемую и охраняемую Войском территорию, включая кочевья, временные ставки и обычные пути движения, а также используемые запорожцами пастбища. Этим объясняются подписи на письмах «Дан на Кошу Сечи Запорожской», то есть непосредственно в Запорожской Сечи, «Дан с Коша при Буге» — то есть с временного лагеря на Буге. А под словами «Войско Запорожское» подразумевалась вся военно-территориальная совокупность казачьего войска (как военной силы, так и всего «Запорожского Коша»).

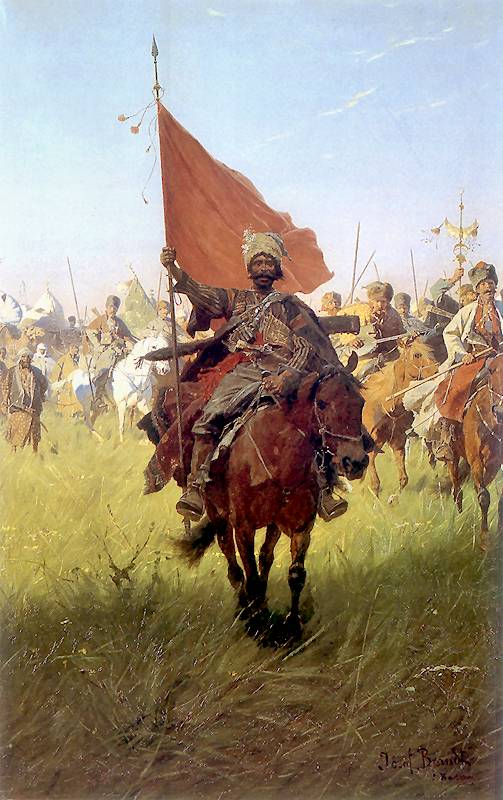
Юзеф Бранд «Возвращение победителей (казак с флагом)» (1881)

У запорожских казаков Войсковою старшиною называлось высшее управление войска, состоявшее при гетмане к составу этого управления принадлежали войсковые судья, писарь, есаул, пушкарь и политаврщик.
Войсковая старшина:
- Гетман — главнокомандующий реестровым (а также, объединённым) войском Запорожским
- Кошевой (атаман) — старший начальник на Коше (на Сечи)
- Войсковой судья
- Писарь — управляющий войсковой канцелярией (начальник штаба)
- Есаул — помощник кошевого и выполняющий по специальным поручениям
- Полковник — командующий полком
- Сотник — командующий сотней
- Куренной (атаман) — командующий куренём
- Обозный — командующий артиллерией

Войсковые служители (младшая старшина):
- подписарий
- подъесаул
- хорунжий
- бунчужный
- булавничий
- перначный
- довбыш
- поддовбыш
- пушкарь
- подпушкарь
- гармаш
- шафарь
- подшафарь
- кантаржей
- толмач
- канцеляристы

## Отношения между запорожскими и донскими казаками
Возникновение казачества на южных границах бывшей Киевской Руси имеет много общего, как на территории Великого Литовского, так и Московского княжеств. В целом всё очень похоже у запорожских и донских казаков — их жизненный устрой, цели, политика. Существовали между этими двумя группами и определённые связи.
Известно, что запорожские (около 17 тыс. чел.: см. Сухопутные и морские походы запорожцев) и донские казаки поддерживали самозванцев в Смутное время. На тот момент число донских казаков доходило до 10 тыс. человек, возглавлял их донской атаман
Иван Мартынович Заруцкий (впоследствии посажен на кол).
Также известны следующие совместные походы донцов и запорожцев:
1622 г. Совместный поход запорожских и донских казаков в числе 700 человек на 25 судах под начальством запорожского атамана Шило к турецким берегам и овладение несколькими прибрежными населёнными пунктами. Высланный из Константинополя отряд галерных судов нанёс поражение казакам, захватив 18 судов и до 50 казаков.
1624 г. Совместный морской поход запорожцев и донских казаков на 150 чайках на Чёрное море и набег на побережье Турции и окрестности Босфора. Для противодействия набегу на Константинополь султаном было выслано к устью Босфора до 500 больших и малых судов и приказано протянуть через залив Золотой Рог железную цепь, сохранившуюся ещё с тех времён, когда греки запирали залив для предотвращения прохода судов киевских князей.
1625 г. Совместный поход запорожцев и донских казаков в числе 15000 человек на 300 чайках через Чёрное море на Трапезонд и Синоп. Встреченные турецким флотом в составе 43 галер под начальством капудан-паши Редшид-паши казаки после упорного боя были разбиты, потеряв 70 чаек.
1634 г. Совместное нападение донских и запорожских казаков на крепость Азов. Казаки приступом взяли наугольную башню, однако башенные стены обвалились и камни засыпали вход в город.
1637 г. Запорожцы вместе с донцами участвовали в осаде и взятии крепости Азов.
1638 г. Совместный морской поход запорожских и донских казаков в составе 1700 человек на 153 чайках на Чёрное море. Высланный против казаков значительный турецкий флот под начальством капудан-паши Раджаба нанёс казакам поражение.
1641−1642 гг. Азовское сидение — героическая оборона Азова донскими и запорожскими казаками от многократно превосходящих сил турецкой армии.
1669 г. Всю зиму Степан Разин шлёт гонцов к гетману Правобережной Украины Петру Дорошенко и кошевому атаману войска Запорожского Ивану Сирко — подбивает товарищей для задуманного. Чуть позже отправляет он гонцов к опальному патриарху Никону. И Сирко, и Дорошенко, и Никон будут мучиться, раздумывать, тянуть время, но Разина не поддержат. Если бы поддержали — «лопнула бы Русь, как арбуз, и вывалилась наружу совсем иная русская история».
1707−1709 гг. После разгрома восстаний Разина и Булавина на Дону в 1708 году на Запорожье бежало много повстанцев. Этим попытался воспользоваться украинский гетман И. С. Мазепа, перешедший на сторону шведов в Северной войне 1700−1721 годов. Пугая казаков расправой со стороны царского правительства, Мазепа призывал их поддержать его.
1773−1775 гг. После восстания Пугачёва, в котором участвовали запорожские казаки, правительство, боясь того, что восстание перекинется на Запорожье, приняло решение ликвидировать Запорожскую Сечь.
Известно, что на всех территориях Войска Запорожского низового («на Сечи»), был курень Динский (Донской), в котором собирались выходцы с Дона. Впоследствии курень переместился на Кубань, где сейчас есть станица Динская.

## Галерея

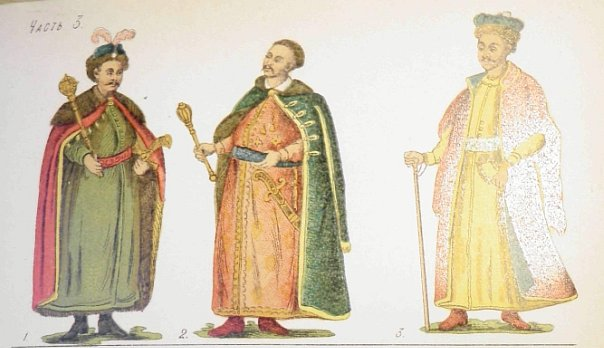
Запорожские казаки, Гетман, полковник, шляхтич, 1786 год
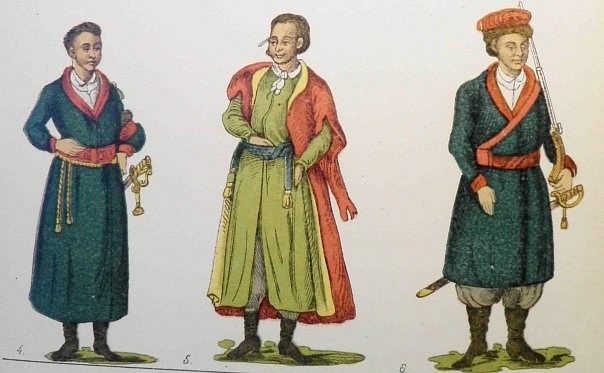
Запорожские казаки, Сотник, писарь, казак. А. И. Ригельман, 1786 год
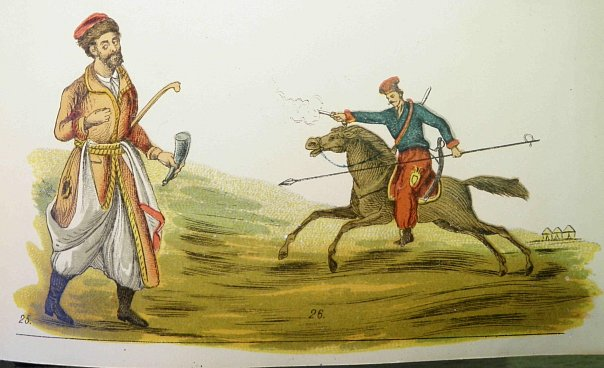
Запорожские казаки, А. И. Ригельман, 1786 год
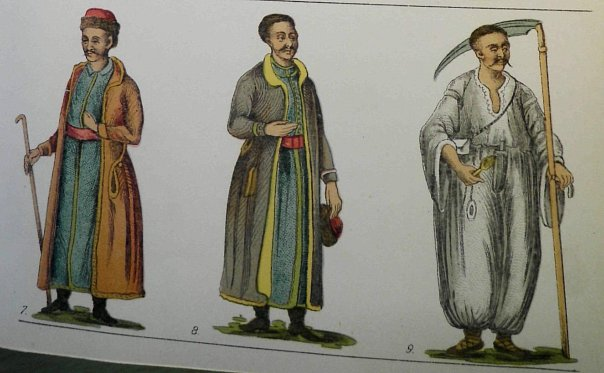
Запорожские казаки, Казак подпомощник, мещанин, степной мужик, А. И. Ригельман, 1786 год

## Запорожские казаки в поэзии, прозе и художественных фильмах
| Режиссёр, писатель  | Название | Год создания                                              | Содержание |
| ------------------- | --- | --------------------------------------------------------- | --- |
| Народные песни      | Пісня про Байду, Дума про козака Голоту, Самойло Кошка (дума), На горі жнеці                                      |                                                           | Казак Мамай |
| Тарас Шевченко      | Стихи из сборника Кобзарь: «Тарасова ніч» «Іван Підкова», «Чернець», «Полякам» («Ще як були ми козаками…») и др.) | 1839                                                      | О восстании Тараса Трясило О жизни Ивана Подковы, ставшего господарем Молдавии. О белоцерковском (фастовском) полковнике Семёне Палие.               |
| Николай Гоголь      | Тарас Бульба (повесть)                                                                                            | 1842                                                      | Повесть о запорожских казаках, о их вере, жизненных принципах                                                                                        |
| Николай Гоголь      | Ночь перед Рождеством                                                                                             | 1830-е                                                    | Повесть о мирной жизни казаков |
| Гулак-Артемовский   | Запорожец за Дунаем (опера)                                                                                       | первое исполнение на сцене Мариинского театра 25 мая 1863 | О жизни переселённых запорожских казаков в Османской Империи                                                                                         |
| Генрик Сенкевич     | Огнём и мечом (роман)                                                                                             | 1884                                                      | Польская трактовка восстания Хмельницкого. |
| Спиридон Черкасенко | Приключения молодого лыцаря. Роман о казацких временах.                                                           | 1937                                                      | О событиях, предшествующих восстанию под руководством Богдана Хмельницкого                                                                           |
| J. Lee Thompson     | Тарас Бульба | 1962                                                      | Голливудская версия с ковбойскими мотивами, весьма далёкая от повести Н. В. Гоголя. В главных ролях: Юл Бриннер — Тарас Бульба, Тони Кёртис — Андрий |
| Сергей Омельчук     | Дорога на Сечь (худ. фильм)                                                                                       | 1994                                                      | По мотивам роману Спиридона Черкасенка «Пригоди молодого лицаря»                                                                                     |
| Ежи Гофман          | Огнём и мечом (худ. фильм)                                                                                        | 1999                                                      | Польская трактовка восстания Хмельницкого, по мотивам романа Генрика Сенкевича Хорошие батальные сцены, костюмы, обычаи и нравы того времени.        |
| Владимир Бортко     | Тарас Бульба (худ. фильм)                                                                                         | 2009                                                      | По мотивам одноимённой повести Н. Гоголя. |
| Валерий Ямбурский   | Гетман (историческая драма)                                                                                       | 2015                                                      | На основе одноименного киноромана 2013 года Виктора Веретенникова                                                                                    |